# Armond White
Armond Allen White (Detroit, 1953) es un crítico de cine y música estadounidense que escribe para National Review y Out. Anteriormente fue editor de CityArts (2011-2014), crítico de cine principal del semanario alternativo New York Press (1997-2011) y editor artístico y crítico de The City Sun (1984-1996). Otros medios que han publicado su trabajo son Film Comment, Variety, The Nation, The New York Times, Slate, Columbia Journalism Review y First Things.
White es conocido por sus críticas provocativas, idiosincrásicas y a menudo contrarias, que lo han convertido en una figura controvertida en la crítica cinematográfica. Como crítico de cine afroestadounidense, homosexual y conservador, se ha hecho referencia a él como una «minoría tres veces en su profesión».

## Primeros años
White nació en Detroit, el menor de siete hermanos. Su familia fue la primera familia afroestadounidense que se mudó a un barrio principalmente judío en el noroeste de la ciudad, donde él creció. Criado como bautista, más tarde se volvió pentecostal y se identifica como «un creyente».
Su interés por el periodismo y la crítica cinematográfica comenzó cuando era estudiante en la Central High School de Detroit, cuando leyó por primera vez el libro Kiss Kiss Bang Bang de la crítica de cine Pauline Kael, a quien cita por «su voluntad de ir en contra de las expectativas», junto con Andrew Sarris, por su «amor sofisticado por el cine», como una gran inspiración en la elección de su carrera profesional. Recibió un Bachiller universitario en periodismo en la Universidad Estatal Wayne, seguido de un Máster en Bellas Artes en cine de la Escuela de Artes de la Universidad de Columbia en 1997.

## Carrera
White fue el editor artístico de The City Sun, donde escribió críticas de cine, música y teatro, durante el período de su publicación, de 1984 a 1996. Fue contratado por New York Press en 1997 y escribió para el periódico hasta que dejó de publicarse en agosto de 2011. Luego asumió la dirección editorial de su publicación hermana, CityArts, a partir de septiembre.
White es miembro de la National Society of Film Critics y de los Críticos de Cine de Nueva York en Línea. Fue tres veces presidente del Círculo de Críticos de Cine de Nueva York (1994, 2009 y 2010), y también ha sido miembro del jurado en el Festival de Cine de Sundance, el Festival de Cine de Tribeca y el Mill Valley Film Festival, y fye miembro de varios paneles del National Endowment for the Arts. Ha impartido clases de cine en la Universidad de Columbia y la Universidad de Long Island.
En 1992, fue uno de los nueve escritores de periódicos y revistas que ganaron el premio ASCAP Deems Taylor de crítica musical.
En enero de 2014, fue expulsado del Círculo de Críticos de Cine de Nueva York por supuestamente abuchear al director Steve McQueen en un evento de la película 12 años de esclavitud. White sostuvo su inocencia y describió su expulsión como una «campaña de difamación». El año anterior, había gritado protestas contra Michael Moore, mientras Moore pronunciaba un discurso, ya que White sentía que Moore había estado difamando injustamente a la Iglesia católica. Tras su expulsión de 2014, los críticos de cine Harlan Jacobson y Thelma Adams defendieron a White, y este último describió la medida como «estalinista». White recibió un Premio Anticensura en la 35ª edición anual de los American Book Awards por haber sido eliminado injustamente de la organización de críticos.

## Opiniones sobre cine
En 2013, la revista Time escribió que las reseñas de White en el agregador de reseñas Rotten Tomatoes coincidían con el consenso del tomatómetro poco menos del 50 % de las veces. White afirmó que Rotten Tomatoes es un ejemplo de cómo «internet se venga de la expresión individual». Dijo que los agregadores de reseñas trabajan «colocando a los críticos en un sitio web y asignando puntos porcentuales de entusiasmo falsos a las reseñas discretas». Según él, estos sitios «ofrecen consenso en lugar de evaluación».
White ha citado Intolerancia como la mejor película jamás realizada y se ha referido a A.I. Inteligencia Artificial como la mejor película del siglo XXI. Ha incluido a los directores Steven Spielberg, Alain Resnais, Zack Snyder, Clint Eastwood y S. Craig Zahler entre sus favoritos.
A menudo ha criticado películas con mensajes de izquierda, como por ejemplo There Will Be Blood, Parásitos, Don't Look Up y Three Thousand Years of Longing. Sin embargo, ha elogiado al director izquierdista Jean-Luc Godard, escribiendo que sus películas «vieron más allá de la moda política». También ha criticado los filmes que promueven el consumismo, argumentando que Toy Story 3 es uno de ellos, mientras que ha citado a Pequeños guerreros como una película superior sobre juguetes. Asimismo, ha elogiado cintas conservadoras como Mom and Dad, Richard Jewell, Once Upon a Time in Hollywood, France y Cry Macho. Ha declarado que cuando escribe una reseña, analiza el punto de vista político de una obra, porque «la ideología está en todas partes... [las películas] están hechas por personas con sentimientos, ideas e intenciones ocultas...» y en su opinión «no existe el simple entretenimiento».
Ha proporcionado extensos comentarios sobre el cine gay, con críticas positivas a I Now Pronounce You Chuck & Larry, Tierra de Dios y Verano del 85, mientras que reseñó negativamente a Brokeback Mountain y Bros.
También analiza y discute con frecuencia el papel de la raza en el cine, habiendo escrito críticas negativas a películas de temática afroestadounidense como Precious, 12 Years a Slave, Get Out, ¡Nop!, Black Panther: Wakanda Forever y Devotion. Comparativamente, ha elogiado películas como La noche de los muertos vivientes y Hi, Mom! por sus descripciones del racismo. Ha citado a Cyborg en Liga de la Justicia de Zack Snyder como un ejemplo positivo de superhéroe negro, y a Miles Morales en Spider-Man: un nuevo universo como uno negativo.
Ha criticado las películas de superhéroes en general, dando críticas negativas a The Dark Knight, Wonder Woman, Avengers: Endgame y The Batman, mientras ha descrito las películas del Universo cinematográfico de Marvel como «de fórmula». Sin embargo, ha elogiado a Ghost Rider: Espíritu de Venganza, Watchmen, El hombre de acero, Batman v Superman: Dawn of Justice y Liga de la Justicia de Zack Snyder. Opinó que Zack Snyder «rescató las películas de cómics del nihilismo y la inmadurez, haciendo que los mitos modernos sean dignos de la espiritualidad y la política adultas».
Ha atacado la crítica cinematográfica contemporánea, las entregas de premios y el periodismo cinematográfico. Se burló de la encuesta «Las mejores películas de todos los tiempos», realizada por Sight and Sound en 2022, por seleccionar a Jeanne Dielman, 23 quai du Commerce, 1080 Bruxelles como la mejor película de todos los tiempos, describiéndola como «una aburrida muestra marxista-feminista», elegida por razones políticas. Proporcionó sus propias selecciones para la encuesta, que incluyeron À bout de souffle, El acorazado Potemkin, Intolerancia, Jules y Jim, L'Avventura, Lawrence de Arabia, Lola, The Magnificent Ambersons, Nashville y La pasión de Juana de Arco.

## Películas favoritas
En la encuesta de Sight and Sound de 2012, enumeró sus diez películas favoritas:
- La aventura (Italia, 1960)
- Intolerancia (Estados Unidos, 1916)
- Jules y Jim (Francia, 1962)
- Lawrence de Arabia (Reino Unido, 1962)
- Lola (Francia, 1961)
- The Magnificent Ambersons (Estados Unidos, 1942)
- Nashville (Estados Unidos, 1975)
- Nouvelle Vague (Francia, 1990)
- La pasión de Juana de Arco (Dinamarca, 1927)
- El intendente Sansho (Japón, 1954)

White hizo algunos comentarios sobre algunas de sus elecciones, diciendo: «Las películas no cambian, pero nosotros sí. No vi El intendente Sansho hasta hace poco y tuvo el mismo efecto poderoso en mí que A.I. Inteligencia Artificial hace diez años, así que vamos a darle su apoyo a la obra maestra de Mizoguchi. Nouvelle Vague de Godard, rara vez proyectada, aparece en mi memoria como su obra más grandiosa, más grandiosa y más importante aún debido al reciente declive de la cinefilia».

## Vida personal
White es homosexual y cristiano. Según The New York Times, «vive solo en Chelsea, sin mascotas ni plantas, entre montones de DVD. Con una altura de 1,91 m, tiene una figura imponente. Sin embargo, en la conversación, se muestra exigente, tranquilo y cortés, muy diferente de lo que su escritura (y su aparente mal comportamiento) podrían sugerir».

## Recepción pública
El trabajo de White llevó al crítico de cine Roger Ebert a etiquetarlo como «un crítico inteligente y un escritor apasionado», pero también un «troll [...] inteligente y conocedor» en su ensayo de 2009 Not in defense of Armond White. White, a su vez, ha criticado a Ebert, afirmando: «Creo que es justo decir que Roger Ebert destruyó la crítica cinematográfica. Debido al amplio y lejano alcance de la televisión, se convirtió en un ejemplo de lo que hace un crítico de cine para demasiadas personas. Y lo que hizo simplemente no fue una crítica. Fue simplemente una tontería».
En 2014, el crítico de cine Walter Biggins de RogerEbert.com escribió un ensayo titulado In defense of Armond White, una referencia al ensayo anterior de Ebert. Biggins criticó el estilo combativo de White, pero lo defendió como crítico y lo describió como «una voz importante, distintiva y... necesaria en la crítica cinematográfica». Biggins afirmó que "«no es un troll y es uno de los pocos críticos capaces de notar el racismo inherente (y latente) de gran parte del cine y su discurso... ha proporcionado al cine una peculiar opinión negra, y quizás una voz conservadora aún más peculiar».
La revista Time escribió que White es un «escritor innegablemente talentoso» que «desarrolló una especie de notoriedad por sus opiniones más bien contrarias. Algunos de sus colegas han elogiado su enfoque a contracorriente de la crítica cinematográfica, mientras que muchos otros, incluida una amplia franja a quienes él ha condenado públicamente, han sido menos amables».
White ha respondido a las críticas negativas de sus críticas diciendo: «Si hubiera un montón de críticos que pensara que estoy haciendo un buen trabajo, entonces dejaría de hacerlo... Porque realmente, la razón por la que hago lo que hago es porque creo que hay cosas que hay que decir sobre las películas, sobre la cultura, sobre el mundo, que nadie dice».
La crítica Thelma Adams ha citado a White como una influencia en su trabajo.

### Premios
| Año  | Premio                                                | Categoría           | Resultado |
| ---- | ----------------------------------------------------- | ------------------- | --------- |
| 1992 | American Society of Composers, Authors and Publishers | Premio Deems Taylor | Ganador   |
| 2014 | American Book Awards                                  | Premio Anticensura  | Ganador   |

## En la cultura popular
White se menciona brevemente en la novela absurda Antkind de 2020 de Charlie Kaufman. El protagonista de la novela, un crítico de cine paranoico y fracasado, cree que White lo está espiando mediante el uso de drones en miniatura disfrazados de insectos.